# Guadalupe Mercedes Lucía Guerrero Avendaño
Guadalupe Mercedes Lucía Guerrero Avendaño (Ciudad de México, 26 de agosto de 1957) es una médica radióloga mexicana. Destaca por ser la primera mujer en ocupar la dirección del Hospital General de México (HGM).

## Trayectoria
Guerrero estudió a partir e 1976 en la Facultad de Medicina de la Universidad Nacional Autónoma de México (UNAM) donde se graduó de médica cirujana. Realizó una especialidad en radiología en el Hospital General Tacuba del Instituto de Seguridad y Servicios Sociales de los Trabajadores del Estado y acreditada por la UNAM de 1986 a 1989. En 1995 completó la subespecialidad en Radiología Intervencionista y Terapia Endovascular en el HGM ingresando a laborar el 2 de enero de ese año en ese recinto. Ahí fue médica adscrita de 1996 a enero de 2006. Realizó un Curso de Posgrado Tutelar en Parasitología Clínica en el Instituto Nacional de Pediatría de 1984 a 1985 y obtuvo una maestría en Administración de Sistemas de la Salud en el Instituto Sonorense de Administración Pública.
De 2006 a 2011 ocupó la Jefatura de Radiología del Hospital General de México realizando labores de intervencionismo radiológico y labores académicas como editora de la revista de investigación Anales de Radiología, México. Como profesora tiene la titularidad del Curso de Especialidad en Radiología Intervencionista en la Facultad de Medicina de la UNAM. En esa misma facultad fue parte del Subcomité Académico de Imagenología Diagnóstica y Terapéutica de 2005 a 2015.
El 11 de febrero de 2019 Guerrero Avendaño fue elegida como directora general del Hospital General de México, cargo que no había sido ocupada por una mujer desde la creación del hospital en 1905.